# Imset
Imset var i egyptisk mytologi en av Horussönerna.
Tillsammans med sina bröder Duamutef, Hapy och Qebehsemuf vakade Imset över den dödes sarkofag i samband med rituella begravningar. Imsets speciella uppgift var att stå vid gravens norra sida och bevaka kanopen där den dödes lever bevarades. Till skillnad från sina bröder brukar Imset bara uppträda i människogestalt, utan djurattribut.